# Queue de cheval (Bamiléké)
Pour les articles homonymes, voir Queue de cheval.

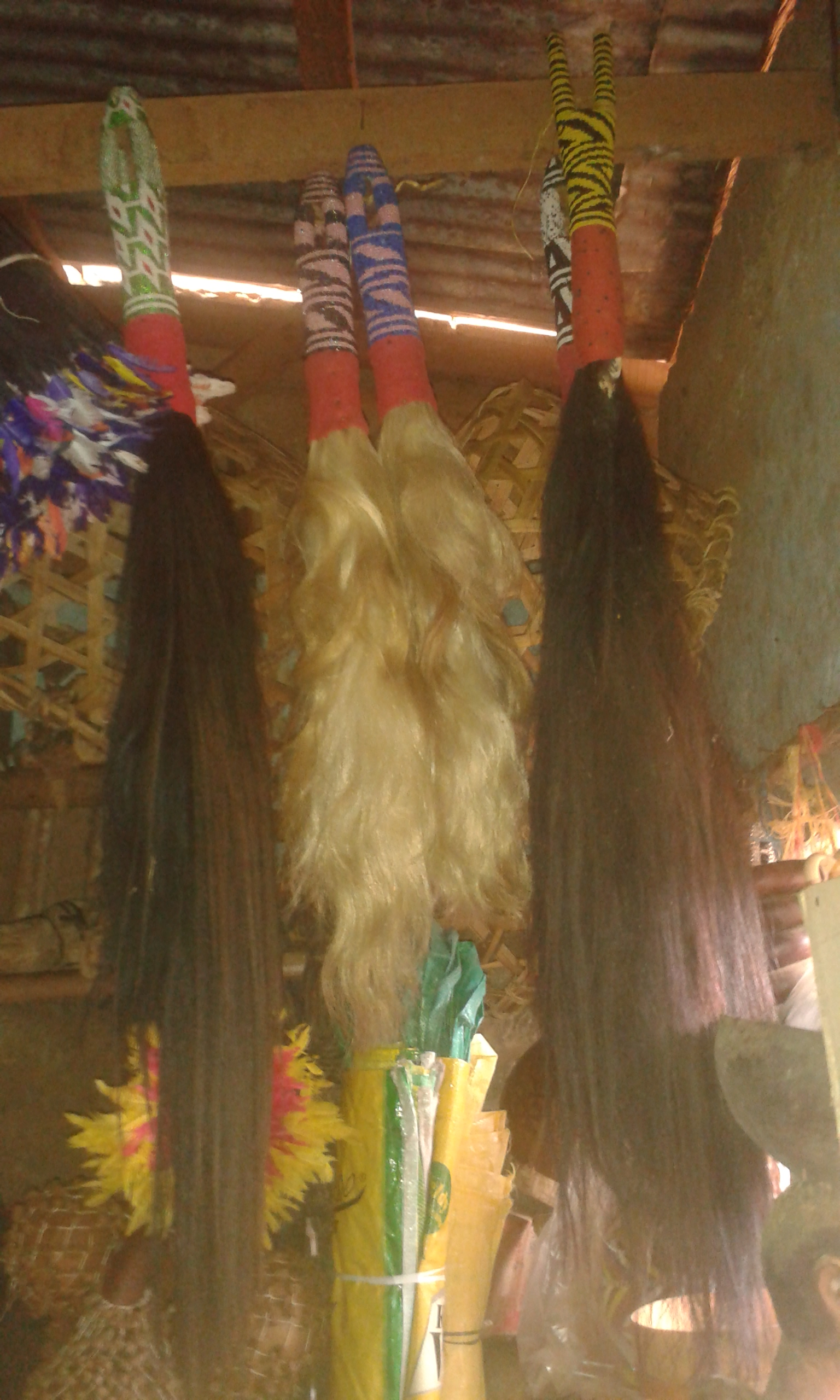
Queue de cheval en vente (à Bafoussam)

La queue de cheval aussi appelé Sé Leng Koko, est un accessoire de l'orchestre traditionnel bamiléké, au Cameroun. Elle est richement décorée de cauris et est un objet d'apparat dans la tenue du danseur.

## Origines
La symbolique de la queue du cheval dans le Grassland camerounais est née entre les XVIIe et XVIIIe siècles. Les cavaliers peuls faisaient des razzias dans le Grassland et les soldats locaux étaient terrifiés par ces hommes montés sur des bêtes et se déplaçant à grandes chevauchées. Un guerrier Baleng (ou Bamoun selon d'autres sources) brave un jour la cavalerie et abat un cavalier ainsi que son cheval. Pour prouver à la chefferie sa victoire, il rapporte la queue du cheval. Le chef organise une cérémonie de la victoire avec cette queue de cheval brandie en trophée. Ainsi serait née la légende de la queue de cheval, omniprésente dans les cérémonies et festivals bamilékés et, au-delà, dans le Grassland.

## Description
La queue de cheval ressemble à un chasse-mouche. Le manche est souvent constitué de bois sculpté ou décoré de perles.

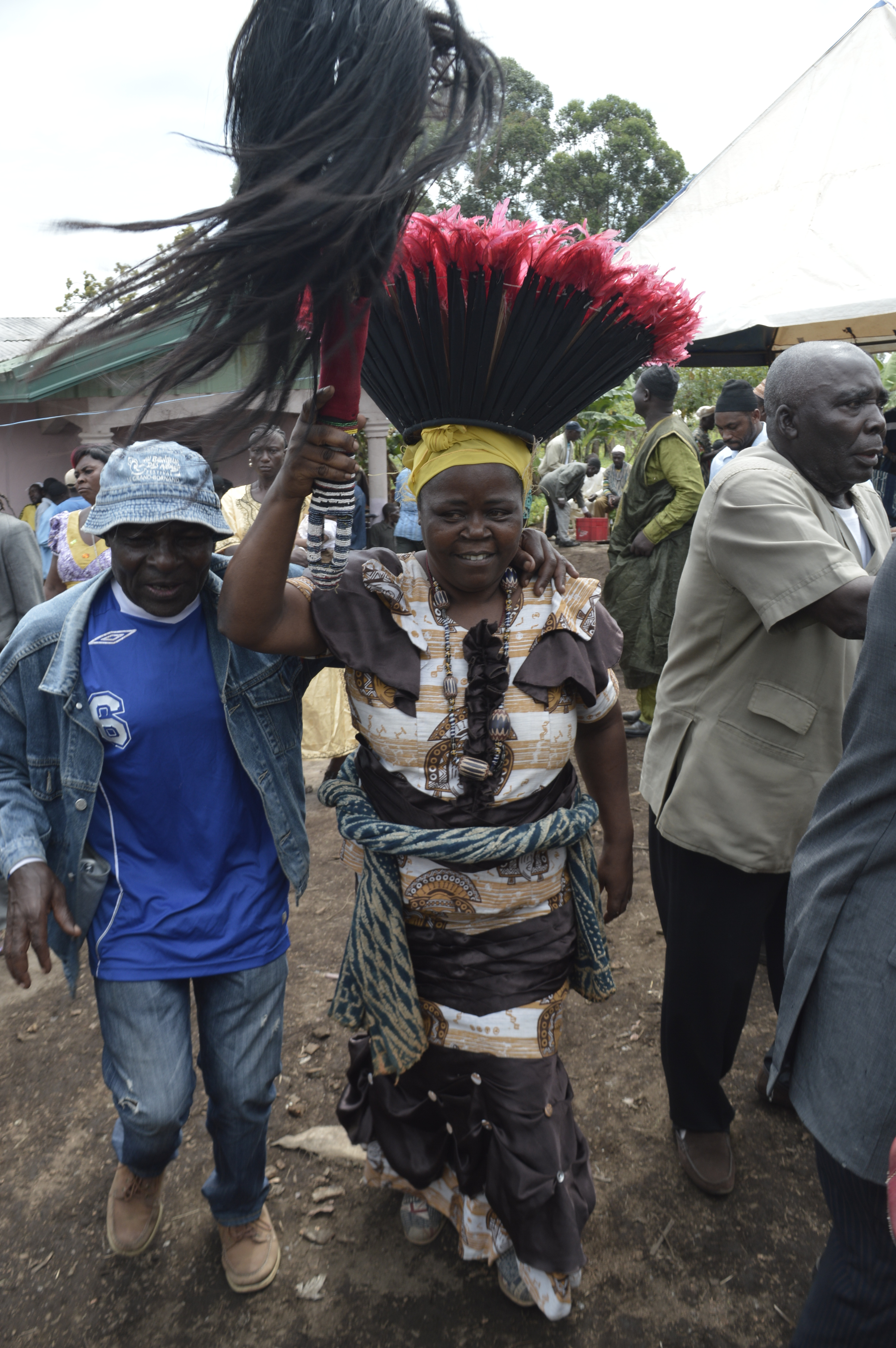
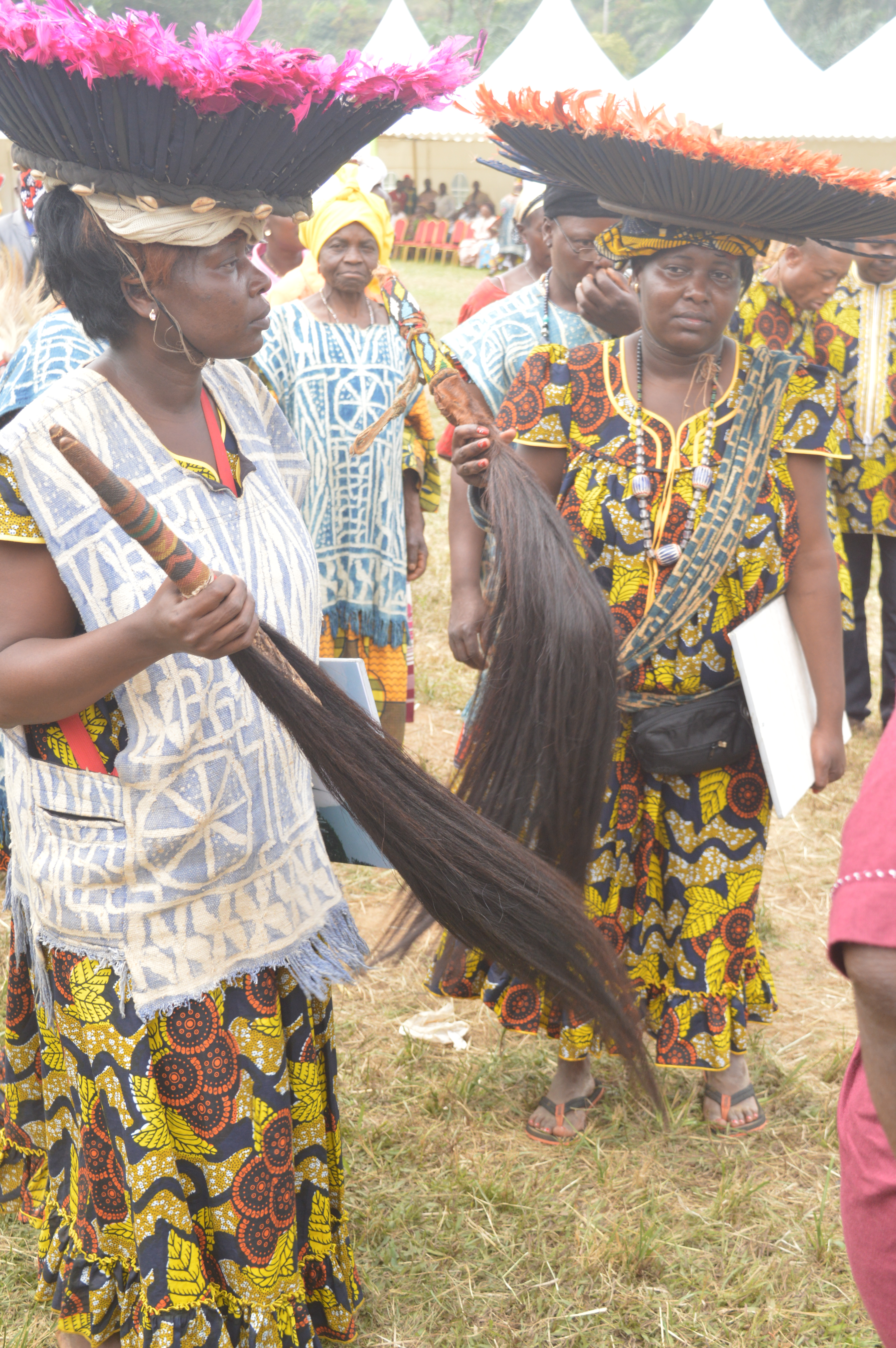
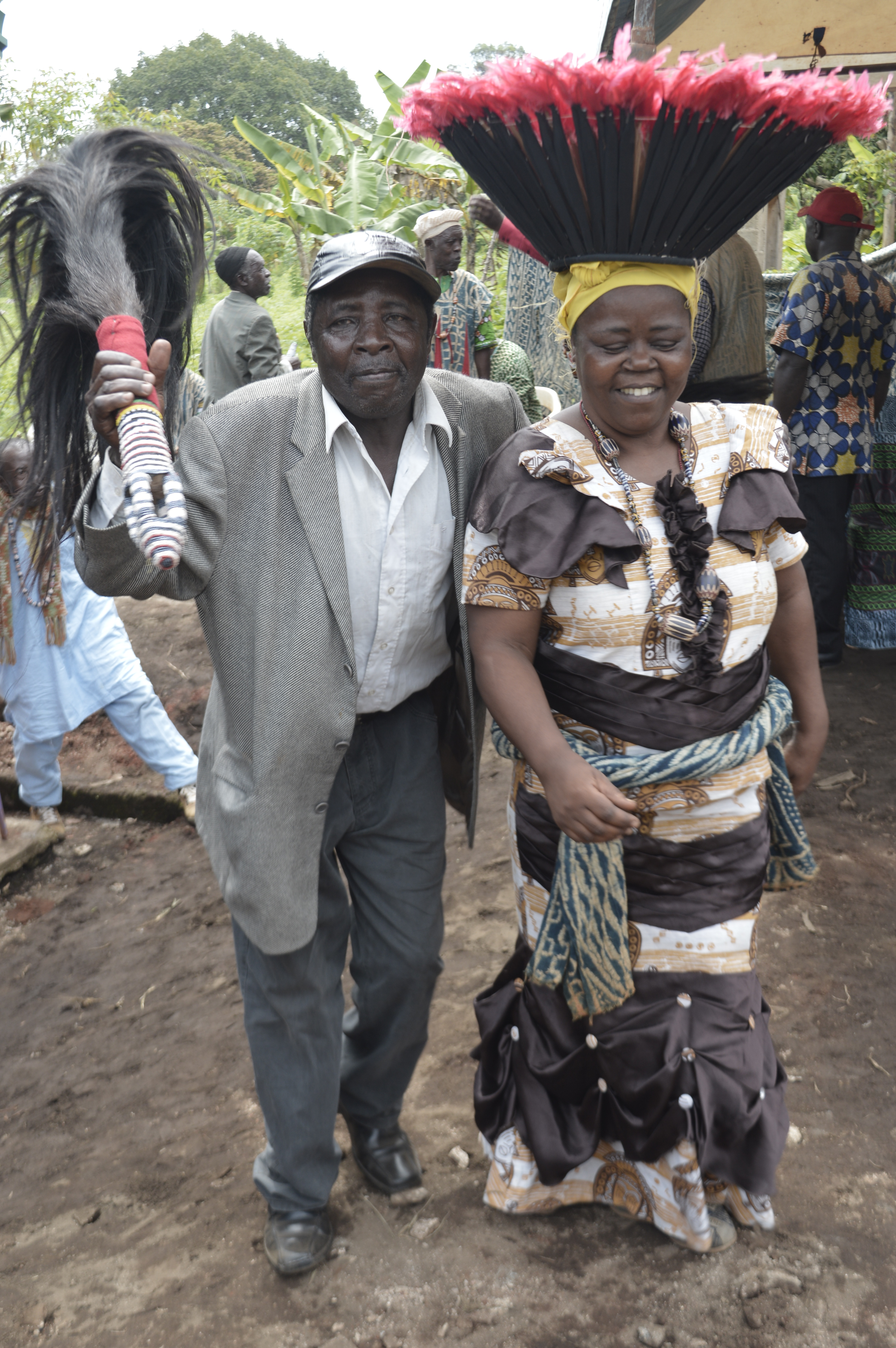
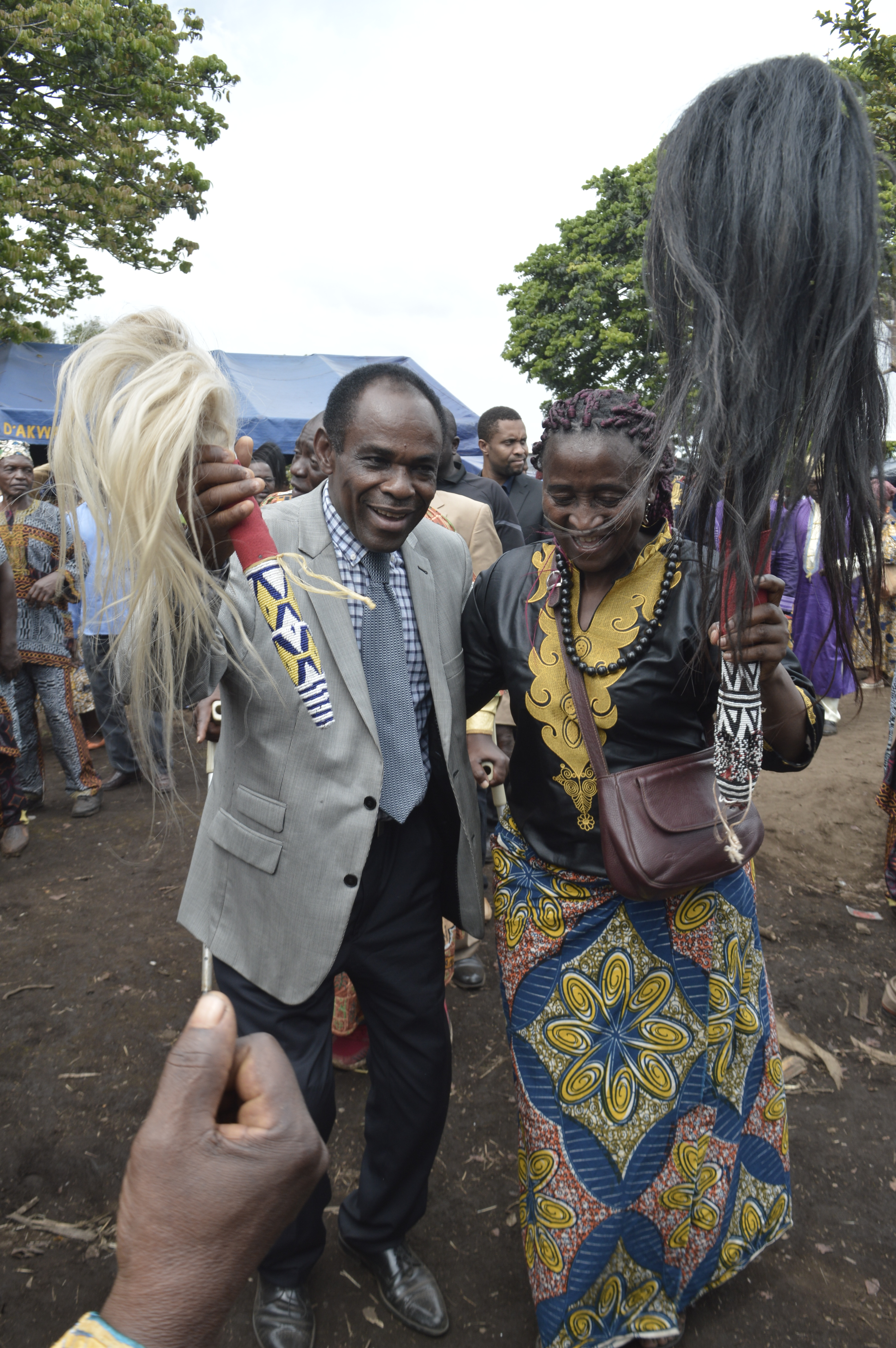
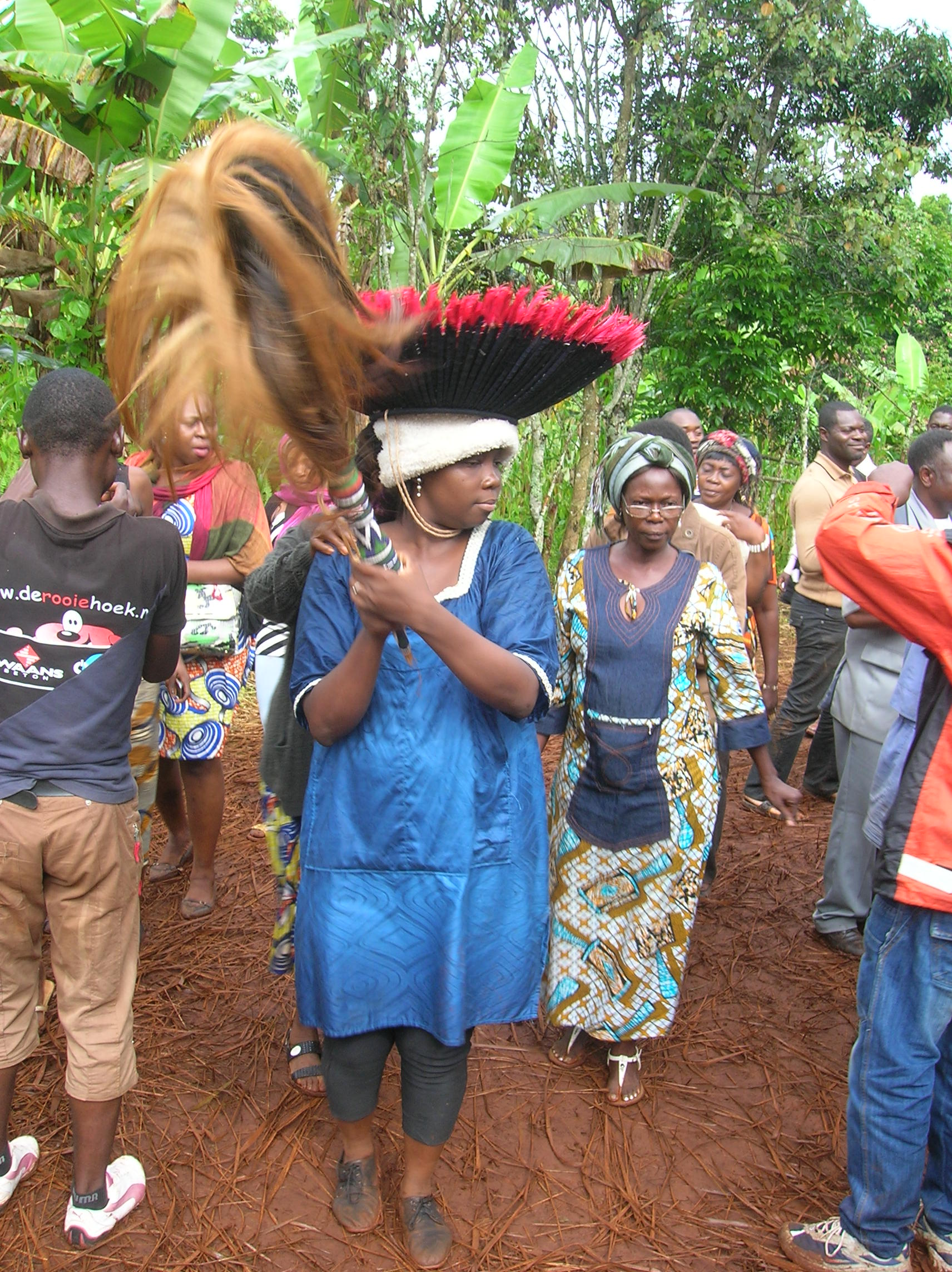
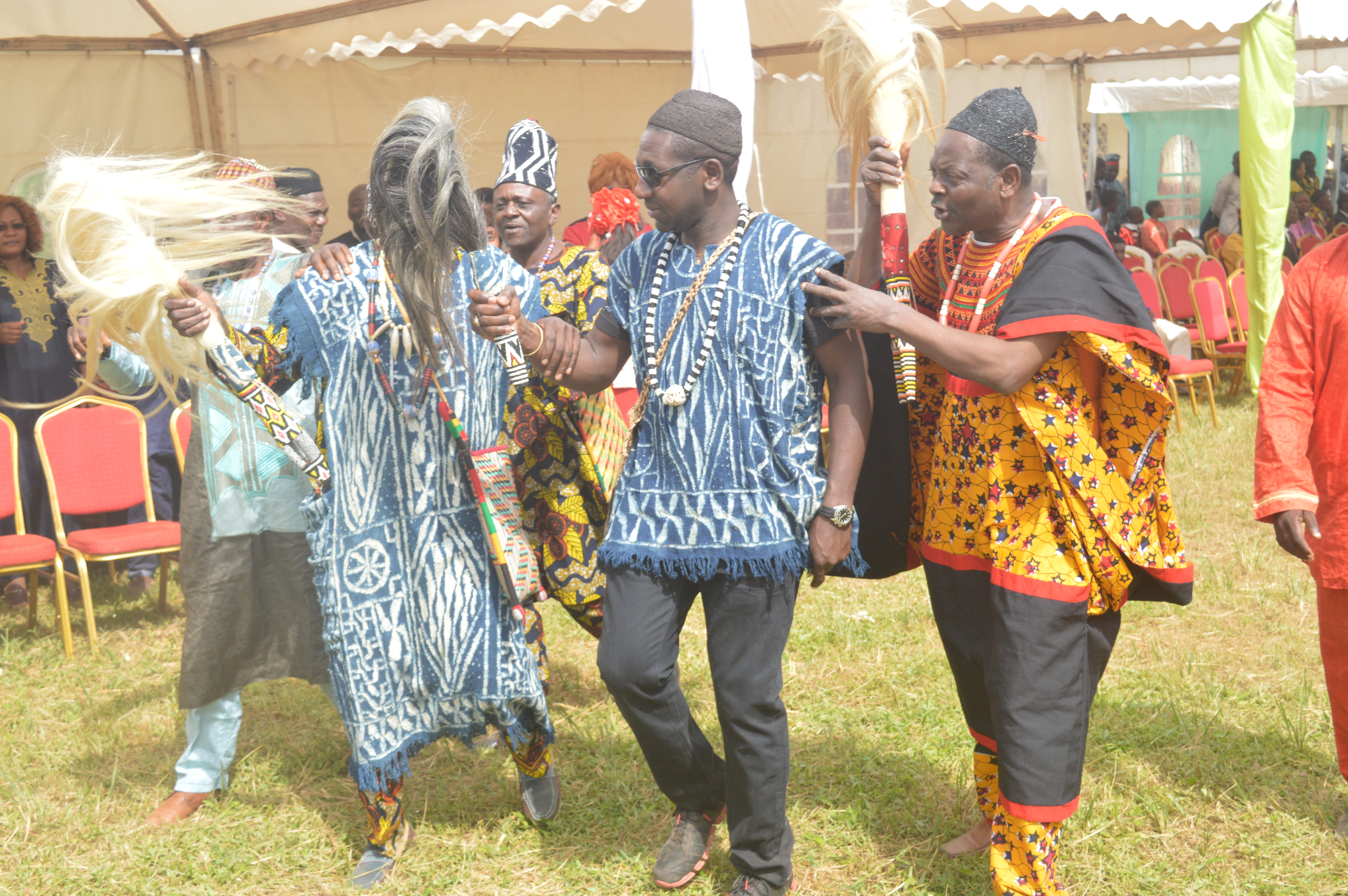
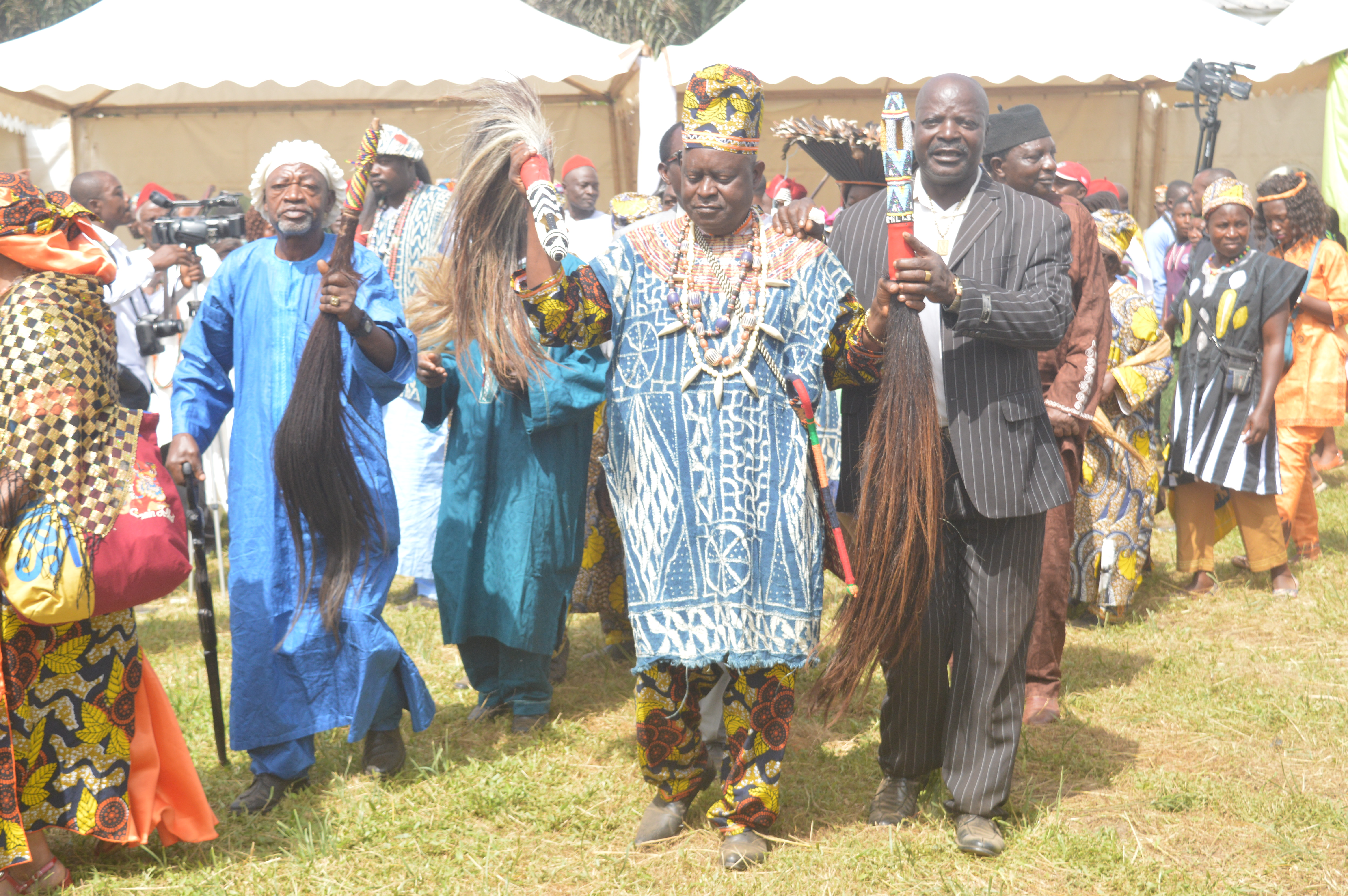
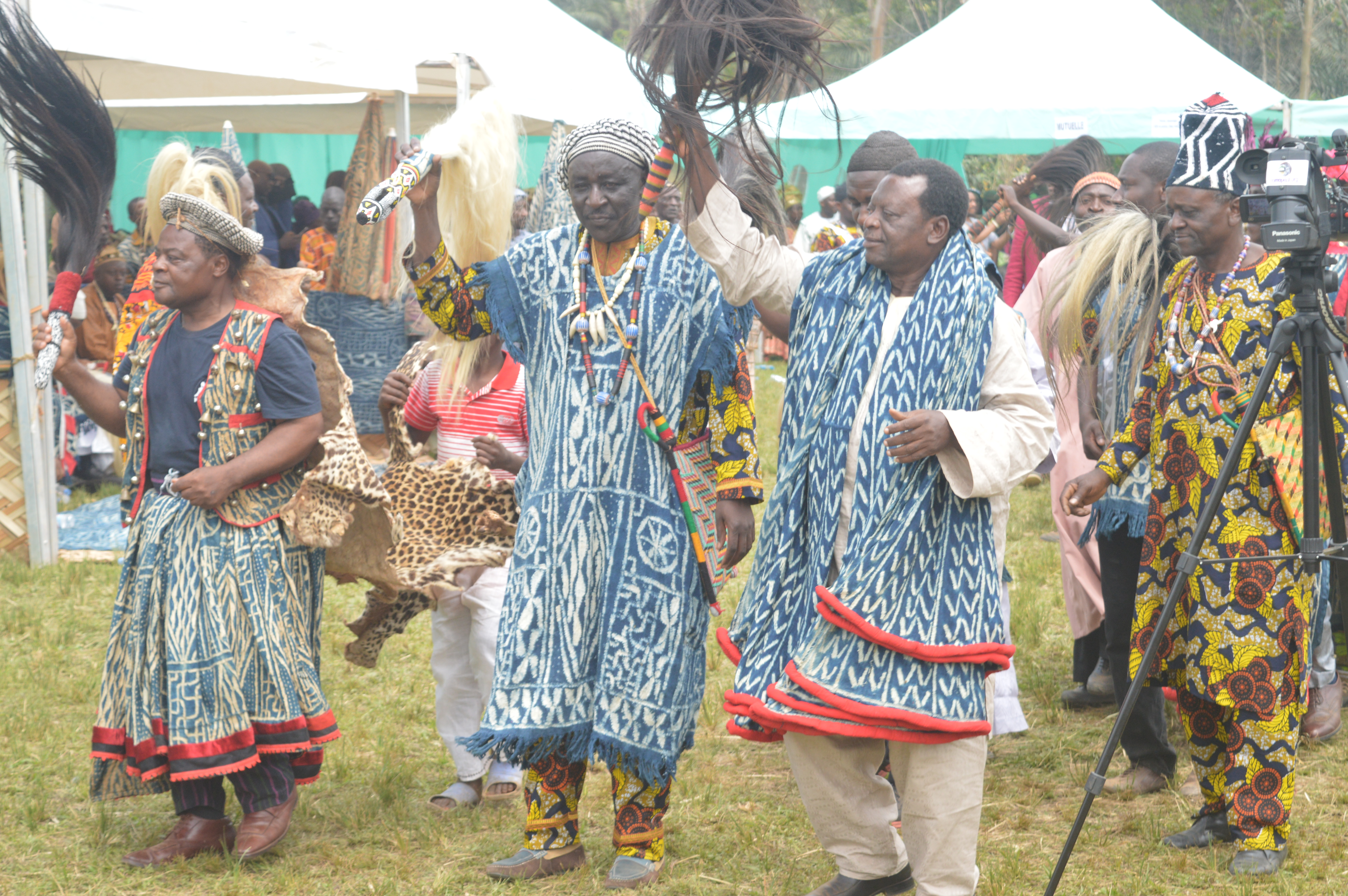
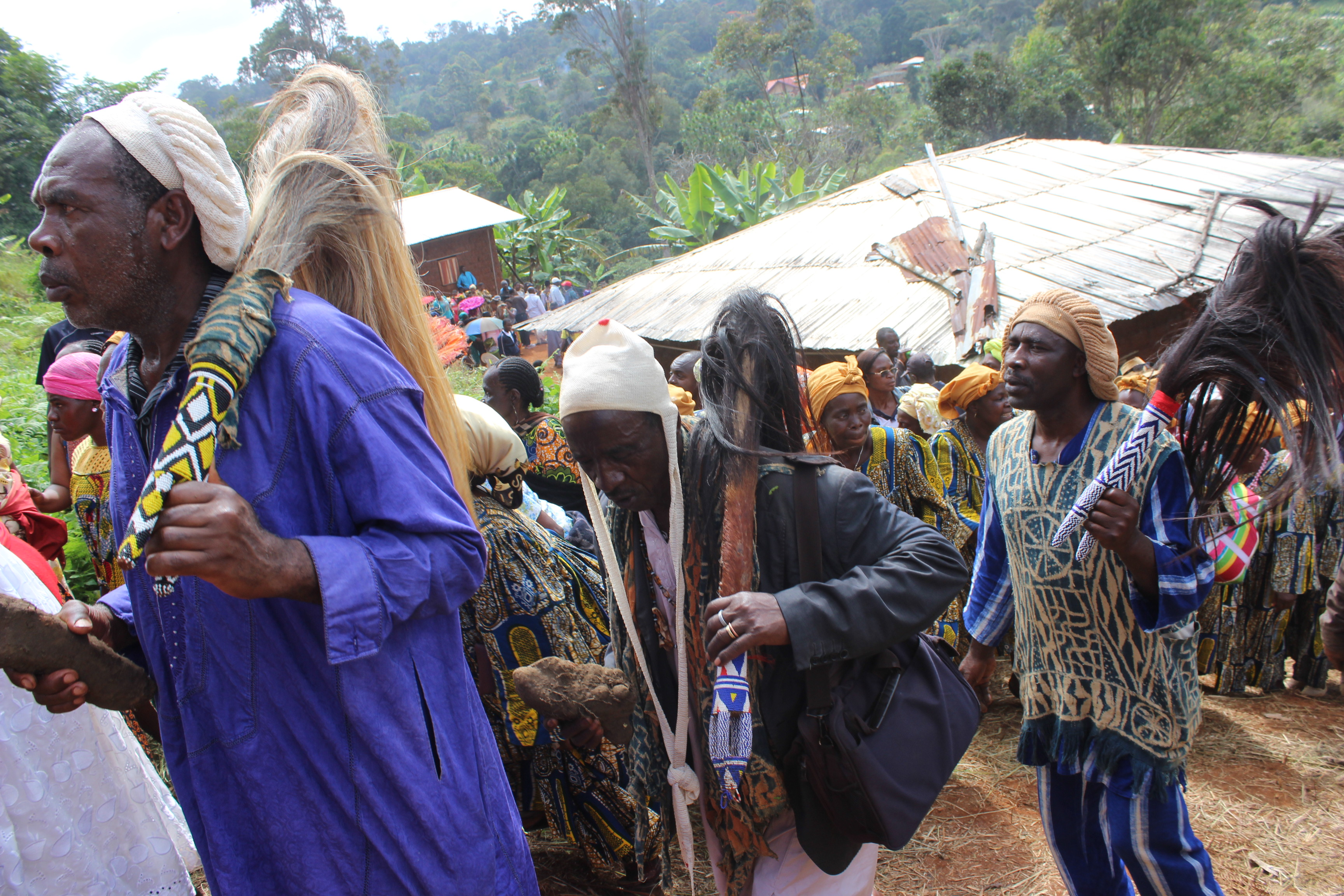

## Usages
La queue de cheval en Pays bamiléké et Bamoun est un symbole de victoire sur l’ennemi et sur la mort. Elle est aussi considérée comme marqueur social de prospérité, de pouvoir, de bonne fortune et de notabilité. Elle est utilisée lors de danses des sociétés secrètes, à l'occasion des deuils, funérailles, cérémonies et diverses réjouissances dans le Grassland.